# Astronesthes neopogon
Astronesthes neopogon är en fiskart som beskrevs av Regan och Ethelwynn Trewavas 1929. Astronesthes neopogon ingår i släktet Astronesthes och familjen Stomiidae. Inga underarter finns listade.